# Carlos de los Cobos
Carlos de los Cobos (10 de dezembro de 1958) é um ex-futebolista mexicano que competiu na Copa do Mundo FIFA de 1986.

## Carreira
Cobos comandou a Seleção Mexicana de Futebol nas Olimpíadas de 1996.